# Тшцянкі (Великопольське воєводство)
Тшцянкі (пол. Trzcianki) — село в Польщі, у гміні Пиздри Вжесінського повіту Великопольського воєводства.
Населення — 111 осіб (2011).
У 1975-1998 роках село належало до Конінського воєводства.

## Демографія
Демографічна структура станом на 31 березня 2011 року:
|          | Загалом | Допрацездатний вік | Працездатний вік | Постпрацездатний вік |
| -------- | ------- | ------------------ | ---------------- | -------------------- |
| Чоловіки | 63      | 19                 | 36               | 8                    |
| Жінки    | 48      | 12                 | 27               | 9                    |
| Разом    | 111     | 31                 | 63               | 17                   |